# George Macfarren
Sir George Alexander Macfarren (ur. 2 marca 1813 w Londynie, zm. 31 października 1887 tamże) – angielski kompozytor i pedagog.

## Życiorys
Początkowo uczył się u swojego ojca, George’a Macfarrena, który był nauczycielem tańca i dramatopisarzem, a później także autorem librett do niektórych dzieł syna. Od 1827 do 1829 roku był uczniem Charlesa Lucasa. W latach 1829–1836 studiował kompozycję u Ciprianiego Pottera w Królewskiej Akademii Muzycznej w Londynie. W latach 1837–1847 i 1851–1875 był profesorem tej uczelni, a od 1875 do 1887 roku jej dyrektorem. W latach 1875–1887 wykładał także na Uniwersytecie Cambridge. W 1845 roku został dyrygentem Covent Garden Theatre, zrezygnował jednak z tej posady w 1860 roku z powodu postępującej utraty wzroku. W 1883 roku otrzymał tytuł szlachecki. Był żonaty ze śpiewaczką Clariną Thalią Andrae (1828–1916), która była autorką tłumaczeń librett operowych i tekstów pieśni. Występowała także w operach napisanych przez męża.

## Twórczość
Za życia znany, po śmierci został jednak zapomniany. Dużą popularnością w kraju i za granicą cieszyła się jego uwertura Chevy Chace, Felix Mendelssohn-Bartholdy wykonał ją w 1843 roku w Lipsku, a Richard Wagner w 1855 roku w Londynie. Jego symfonie, tworzone w oparciu o wzorce beethovenowskie, nie spotkały się jednak z zainteresowaniem. Niezrealizowanym marzeniem Macfarrena było stworzenie opery angielskiej z ducha. Pomimo dobrego wyczucia warunków scenicznych zarzucano kompozytorowi sztuczność melodyki.

## Ważniejsze kompozycje
(na podstawie materiałów źródłowych)

### Utwory orkiestrowe
- 9 symfonii (I C-dur 1828, II d-moll 1831, III e-moll 1832, IV f-moll 1833, V a-moll 1833, VI B-dur 1836, VII cis-moll 1839–1840, VIII D-dur 1845, IX e-moll 1874)
- uwertury: Overture Es-dur (1832), The Merchant of Venice (ok. 1834), Romeo and Juliet (1836), Chevy Chace (1836), Don Carlos (1842), Hamlet (1856), Festival Overture (ok. 1874)
- Idyll in Memory of Sterndale Bennett (1875)
- Koncert fortepianowy c-moll (1835)
- Concertino A-dur na wiolonczelę i orkiestrę (1836)
- Koncert fletowy G-dur (1863)
- Koncert skrzypcowy g-moll (1871–1874)

### Utwory kameralne
- Kwintet fortepianowy g-moll (1844)
- 5 kwartetów smyczkowych (I g-moll ok. 1834, II A-dur 1842, III F-dur 1846, IV g-moll 1849, V G-dur 1878)
- Sonata B-dur na flet i fortepian (1883)
- Trifles na flet i fortepian (1883)
- Recitative and Air na flet i fortepian (1883)
- Sonata e-moll na skrzypce i fortepian (1887)

### Utwory fortepianowe
- 3 sonaty (I Es-dur 1842, II A-dur „Ma cousine” 1845, III g-moll 1880)

### Utwory organowe
- Sonata C-dur (1869)

### Aranżacje
- Popular Music of the Olden Time (1859)
- Popular Songs of Scotland (1874)

### Utwory chóralne
- 6 Convivial Glees Illustrating the History of England, słowa kompozytora (1842)

### Utwory na chór i orkiestrę
- oratorium St John the Baptist, słowa Edwin George Monk (1873)
- oratorium The Resurrection, słowa Edwin George Monk (1876)
- oratorium King David (1883)
- kantata Lenora, słowa John Oxenford (1853)
- kantata May Day, słowa John Oxenford (1857)
- kantata Christmas, słowa John Oxenford (1860)
- kantata Outward Boulevard, słowa John Oxenford (1872)
- Song in the Cornfield, słowa Christina Rossetti (1868)
- The Lady of the Lake, słowa Natalia Macfarren (1876)
- St George’s Te Deum (1884)
- Around the Hearth, słowa Alexander Roberts (1887)

### Opery
- The Prince od Modena (1833, nie wystawiona)
- El Malhechor, libretto kompozytora (1837–1838, nie wystawiona)
- The Devil’s Opera, libretto George Macfarren senior (1838)
- Agnes Bernauer, the Maid of Augsburg, libretto Thomas J. Serle (1839)
- An Adventure of Don Quixote, libretto kompozytora (1846)
- King Charles III, libretto Desmond Ryan (1849)
- Allan of Aberfledy, libretto John Oxenford (ok. 1850, nie wystawiona)
- Robin Hood, libretto John Oxenford (1860)
- Helvellyn, libretto John Oxenford (1864)
- She Stoops to Conquer, libretto Edward Fitzball (1864)
- Kenilworth (1880, nie wystawiona)

### Opery kameralne
- Jessy Leam libretoo John Oxenford (1863)
- The Soldier’s Legacy, libretto John Oxenford (1864)

### Operetki
- Genevieve, or The Maid of Switzerland, libretto Cornwall Baron-Wilson (1834)
- Innocent Sins, or Peccadilloes, libretto George Macfarren senior (1836)

### Maski
- Emblematical Tribute on the Queen’s Marriage, libretto kompozytora (1840)
- Freya’s Gift, libretto John Oxenford (1863)

### Farsa
- I and my Double, libretto John Oxenford (1835)